# Karosa B 732
Karosa B 732 — модель міського і приміського високопольного автобуса, що вироблявся компанією Karosa в місті Високе Мито в 1983-1997 роках.

## Конструкція
Модель B 732 візуально і конструктивно аналогічна моделі B 731.

### Відмінності від B731
Єдина відмінність B 732 від в 731 в тому, що на першій встановлена механічна коробка передач: B 731 підходить тільки для використання в місті, а в 732 можна використовувати і для приміських рейсів. Ця модель, так само як і в 731, була модернізована.
В ході виробництва в 732 також отримала розширену задню маску, подібну до тих, які встановлювалися на серію 700 пізніх випусків і серію 900. Причиною тому була необхідність простору в задньому звисі, яке позитивно позначилося б на безпеці при ударі ззаду.

## Виробництво
Перші п'ять примірників в 732 були виготовлені в 1983 році. Модель в 732 вироблялася до 1997 року, коли модель в 731 на конвеєрі змінила модель B 931. Всього було вироблено близько 4495 автобусів цієї моделі.

## Поширення
Автобуси Karosa в 732 можна зустріти майже у всіх містах колишньої Чехословаччини і в деяких країнах Східної Європи. Також близько 900 машин були поставлені в країни колишнього СРСР.

## Прімітки
1. ↑  Zoznam slovenského internetu. www.zoznam.sk. Архів оригіналу за 27 жовтня 2021. Процитовано 27 жовтня 2021.